# Белянчикова, Юлия Васильевна
Ю́лия Васи́льевна Беля́нчикова (Воронко́ва) (12 июля 1940, Москва — 5 июня 2011, там же) — советский и российский медик, журналистка, радиоведущая, телеведущая, ведущая научно-популярной телепрограммы «Здоровье», выходившей в эфир на советском телевидении. Заслуженный врач РСФСР.

## Биография
Родилась 12 июля 1940 года в Москве.
Окончила Первый Московский ордена Ленина медицинский институт имени И. М. Сеченова по специальности «Лечебное дело». Работала в Центральном институте переливания крови (ныне Гематологический научный центр РАМН).
В 1968 году была приглашена на телевидение в отдел естественно-научных и общественно-политических передач, где стала вести телепрограмму «Здоровье». Первый эфир программы с её участием состоялся 23 февраля 1969 года. Более 20 лет она была бессменной ведущей программы, которая при её участии стала одной из самых популярных на советском телевидении. За то время, пока она вела программу, поток писем от телезрителей в адрес программы «Здоровье» возрос с 60 писем в год до 160 тысяч. На вопросы телезрителей давались ответы как во время эфира, так и в личной переписке. Для этого в штате программы работали четыре квалифицированных врача.
Затем несколько лет Юлия Васильевна Белянчикова была главным редактором журнала «Здоровье».
Осенью 1994 года Юлия Белянчикова подверглась нападению квартирных грабителей. С тяжёлой черепно-мозговой травмой она была доставлена в Центральную клиническую больницу. После выздоровления, с 1995 года продолжала работу на телевидении, ведя медицинские передачи «Медицинское обозрение», «Город. Здоровье» и «Здоровое утро».
До последнего времени Ю. В. Белянчикова вела медицинскую программу на радио.
В 2006 году ей была вручена премия «Телегранд» — «За высокое профессиональное мастерство и большой личный вклад в популяризацию здорового образа жизни на телевидении».
В марте 2010 года Юлия Белянчикова обращалась к медикам с жалобами на сердце, после чего находилась под наблюдением врачей. В начале мая 2011 года после неудачного падения её госпитализировали с диагнозом «перелом шейки бедра». Белянчиковой сделали сложную операцию, но организм не перенес её последствий.
Скончалась на 71-м году жизни 5 июня 2011 года в одной из московских клиник. Похороны прошли 8 июня 2011 года, прощание состоялось в морге Московской городской больницы № 55. Похоронена в Москве на Бабушкинском кладбище.

## Семья
Муж — Юрий Кириллович Белянчиков (1936—2022), инженер. Похоронен рядом с женой в Москве на Бабушкинском кладбище.
- Сын — Кирилл Юрьевич Белянчиков, врач—стоматолог.
  - Внучка — Мария, студентка [источник не указан 758 дней]